# Odd Børretzen
Odd Lunde Børretzen, född 21 november 1926 i Fister, Hjelmelands kommun, Rogaland fylke, död 3 november 2012 i Tønsberg, Vestfold fylke, var en norsk författare, illustratör, översättare och sångare.
Børretzen debuterade som författare 1959 med den barnboken Byen som laget brannbil som han själv illustrerade. Han gav ut sitt första musikalbum 1974. Hans teaterstycke Synd og skam uppfördes på Teater Ibsen (premiär 4 oktober 1994) och spelades in av NRKs dramaavdelning. Odd Børretzen skrev alltid sina manuskript för hand.

## Diskografi (urval)
Soloalbum
- Odd Børretzen (1974)
- Det norske folks bedrøvelige liv og historie (1998)
- Som dagene gikk - Et utvalg kåserier fra NRK's arkiv 1970-1991 (2000)
- Odd Børretzens seilas med St. Peter (2013)

Samarbeten
- I levende live på Sandvika kino en kald septemberdag i 1973 (med Alf Cranner) (1974)
- På den ene siden (med Julius Hougen) (1976)
- Hva er det du vil? Live fra ABC-Teatret (med Alf Cranner) (1980)
- Don't Explain – En gave fra Billie Holiday (med Susanne Fuhr) (1991)
- Noen ganger er det all right (med Lars Martin Myhre) (1995)
- Vintersang (med Lars Martin Myhre) (1997)
- Kelner! (med Lars Martin Myhre) (2002)
- Det fins også allrighte måker: Sommerfortellinger (med Johnny Sareussen) (2002)
- Syv sørgelige sanger og tre triste (med Lars Martin Myhre) (2008)
- Noen ganger er det over (med Lars Martin Myhre) (2013)

Samlingsalbum
- Odd Børretzens mest ålreite (1998)